# Lo hecho está hecho
«Lo hecho está hecho» —versión en inglés: «Did It Again»—es una canción interpretada por la cantautora colombiana Shakira, incluida en su sexto álbum de estudio, Loba (2009). Se lanzó como segundo sencillo en Europa y Latinoamérica en octubre de 2009 por descarga digital y en noviembre de 2009 en disco compacto a través de la compañía discográfica Epic Records. La canción contiene una versión en inglés, titulada «Did it Again», que recibió la misma difusión. Shakira y Pharrell Williams escribieron ambas versiones de la canción; Jorge Drexler ayudó solo componiendo en la versión en español. La canción fue coproducida por Shakira y The Neptunes. Musicalmente, es una canción de pop latino combinada con géneros dance y electro-pop; líricamente, habla sobre problemas en una relación combinados con letras eróticas. Además, la canción contiene melodías de «Umbrella» de Rihanna.
La canción, en términos generales, recibió comentarios positivos por parte de los críticos contemporáneos, aunque solo dieron una reseña a la versión en inglés. Ambas versiones tuvieron una recepción moderada en distintos países de América y Europa, logrando el número uno en las listas Dance/Club Play Songs y Hot Latin Songs, además de entrar entre los diez primeros lugares en listas de música latina y lograr ingresar en el top cuarenta de varios países europeos. Como parte de la difusión, varias remezclas fueron lanzadas, incluyendo una colaboración con Pitbull, en la versión en español, y con Kid Cudi, en la versión en inglés. 
El vídeo musical de ambas versiones fue grabado en Los Ángeles por la directora inglesa Sophie Muller en septiembre de 2009. El vídeo muestra a Shakira luchando con su novio en un cuarto de hotel. El clip recibió reseñas positivas por editores de diferentes medios. Para promocionar ambas versiones, Shakira interpretó la canción en distintos lugares durante 2009, incluyendo varios programas de televisión y radio y diferentes ceremonias de premios.

## Antecedentes
| «Este fue un viaje experimental sónico [...] Yo quería jugar con la electrónica, beats, sintetizadores y comencé a investigar gente de otros países en busca de nuevas influencias que me permitió combinar la electrónica con los sonidos del mundo, panderetas, clarinetes, música oriental e hindú, dancehall, etc». —Shakira hablando acerca del contenido musical del álbum. |

En julio de 2008, Shakira firmó un contrato multimillonario de 10 años con Live Nation. Su contrato con original con Epic Records pedía tres álbumes más para Shakira, mientras que sus conciertos estaban a cargo de Live Nation. A finales de 2008, después de lanzar la banda sonora y EP Love in the Time of Cholera, Shakira empezó a escribir canciones para su entonces próximo tercer álbum de estudio en inglés. Para la producción del álbum, la cantante contactó a Pharrell Williams, John Hill y Wyclef Jean, entre otros, para comenzar a trabajar en una «mezcla de estilos». Acerca de su colaboración con Williams, Shakira comentó: «Él viene con ideas, y las ejecuta inmediatamente. Es genial, porque yo soy un poco más lenta, y él es el hombre de los grandes golpes, y realmente viene con grandes ideas. Fue una gran sinergia». Mediante las grabaciones, Shakira quiso interpolar un nuevo sonido de EDM y synthpop en su nuevo disco. La cantante grabó todas las pistas de Loba en los estudios Compass Point en Nasáu, Bahamas, tras varias sesiones de doce horas consecutivas diarias entre finales de 2008 y comienzos de 2009 con Gustavo Celis. Para los cortes finales del álbum, Shakira quería las canciones «más liberares», en la lista de canciones, en donde se pueda sentir «más satisfecha» con ella misma. En una entrevista, Shakira dijo que Loba es «la consolidación de muchos sueños» tras el duro trabajo durante su producción.

## Composición y lanzamiento
Shakira y Pharrell Williams escribieron «Did it Again», la versión en inglés, mientras que la producción estuvo a cargo del dúo de productores discográficos The Neptunes, conformado por Williams y Chad Hugo. En la versión en español, Shakira la coprodujo y Jorge Drexler ayudó en la composición. Es una canción pop-dance con un tempo medio de tres minutos y doce segundos (3:12). Musicalmente, la canción muestra influencias «suaves» de música latinoamericana combinadas con elementos de EDM y R&B. Según Ben Ratliff de The New York Times la canción tiene «ritmos de hip-hop y reggaetón» con un «pulso mínimo y whomps». Líricamente, habla sobre una mala relación y contiene letras de deseo erótico. En las líneas de intermedio (gancho musical), «Lo hecho está hecho» contiene melodías de «Umbrella» de Rihanna que se repiten constantemente: «Eh-eh-eh-eh».

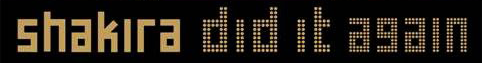
Logotipo de «Did it Again».

Mientras que «Give It Up to Me» era publicada como sencillo, precedido de la versión en inglés de «Loba», en Estados Unidos y Canadá, «Lo hecho está hecho» se lanzó como el segundo sencillo de Loba en la Latinoamérica; la versión en inglés, «Did It Again», se publicó en Europa. Ambas versiones se lanzaron en fechas diferentes en distintos formatos. «Did it Again» se publicó el 9 de octubre de 2009 en Alemania por descarga digital. El 16 de octubre, la canción se publicó en varias regiones de Europa. En Alemania, Reino Unido y Suecia, «Did it Again» se publicó en disco compacto en noviembre de 2009. La versión en español, «Lo hecho está hecho», se lanzó en Latinoamérica y España por descarga digital el 16 de octubre. Varias remezclas también fueron lanzadas; una versión con Pitbull de «Lo hecho está hecho» se publicó en Latinoamérica a principios de noviembre de 2009. Este remix también se incluyó en la reedición de Loba, que se lanzó en marzo de 2010. Kid Cudi colaboró en la remezcla oficial de «Did it Again», y Benny Benassi la produjo; fue incluida en la edición especial de Loba en Estados Unidos, titulada She Wolf en ese territorio. Ambas versiones fueron incluidas en un EP digital junto con una remezcla de Benassi y el vídeo musical de «Did it Again». Dos remezclas de «Did it Again» fueron lanzadas junto al lanzamiento de «Give It Up to Me» en Maxi sencillo.

## Respuesta de la crítica
Varios críticos de música centraron su opinión hacia la versión en inglés. Un editor del sitio web Popjustice dijo que la canción es «Brillante [...] probablemente más brillante que "She Wolf" [...] no es tan espeluznante y perturbada [...] y es, de hecho, muy agradable y emotiva... es Shakira, pero diferente». Nick Levine de Digital Spy le dio a la canción cuatro de cinco estrellas y afirmó que: «Nuestra heroína que mueve las caderas canta, antes de admitir que se fue por más la noche siguiente. The Neptunes, por su parte, establece una tensa y contemporáneas producción que comprenden los ritmos de la banda, sintetizadores activos y un gancho infeccioso "ey-ey-ey". ¿El resultado? Calidad dance-pop de un artista que actualmente rezuma... espera, no deje que su mente huya de tu... confianza». Fraser McAlpine de BBC Music también dio una calificación casi perfecta y proclamó: «Una de las cosas más tranquilizadoras acerca de una nueva canción de Shakira es que ella es excéntrica[mente] fiable cuando se trata de su letra. Todos tenemos nuestros ejemplos favoritos, ¿no es cierto? Y mientras "Did It Again" no es "She Wolf" (la línea "darling it is no joke, this is lycanthropy" es una de mis mejores momentos del pop en el año), es bueno ver que incluso a la hora de abordar temas más convencionales como de hombres malos, Shakira sigue haciendo un esfuerzo para acercarse a todo el tema un poco diferente». Ash Dosanjh de Yahoo! Music alabó la melodía de la canción pero hizo un comentario mixto acerca de la letra: «[Shakira] casi no hace mucho para aliviar las relaciones raciales, ¿ahora lo hace? Pero donde realmente sobresale Shakira es cuando ella vuelve a sus raíces, y se sumerge en las suaves melodías y ritmos latinoamericanas que cautivaron a sus fans en el primer lugar, como se puede escuchar en "Lo hecho está hecho"».
Evan Sawdey de PopMatters dijo positivamente que la canción «es un número poco de indecente electro donde the Neptunes consiguen todo bien, como sintetizadores burbujeantes y patrones de batería militar [que] rodean la letra arpía-que-embroma de Shakira —sin duda el punto más fuerte de Shakira— todo perfectamente apto para un club de excursión de fin de semana». Michael Cragg del sitio web musicOMH calificó la canción de forma afirmativa: «"Did it Again" está basada en un motivo de banda, brillantes sintetizadores y un coro que explota de la nada». Samuel Lora del portal Examiner.com dijo: «La canción es menos un sonido sabio experimental que su sencillo anterior ["She Wolf"], pero las demostraciones [la] representan como una balada nostálgica up-tempo. La canción pegadiza al estilo club está llena de autoexamen y la fuerza recién descubierta. Esto debería hacerlo bien con los oyentes a través de las temporadas de otoño e invierno». Stephen Thomas Erlewine de Allmusic la seleccionó como una de las pistas destacadas de Loba. «Lo hecho está hecho» recibió una nominación en la categoría «Canción del año de Pop» en la ceremonia de 2011 de los Premios Lo Nuestro, pero perdió ante «Mientes» de la banda mexicana Camila.

## Desempeño comercial
«Lo hecho está hecho» logró entrar entre los diez primeros lugares de varias listas de música latina. En España, la canción debutó en la última posición de la lista Top 50 Canciones el 12 de octubre de 2009. La canción salió de la lista y volvió tres semanas después, el 2 de noviembre de 2009, en la casilla treinta y cinco. En su tercera semana no-consecutiva, subió hasta el número veintiséis, luego, logró entrar en el top veinte en el puesto diecinueve. El 23 de noviembre, la canción bajó al número veinticinco, y después subió a la casilla número veinte, en su sexta semana en la lista; la semana siguiente, bajó al puesto veintitrés y las dos semanas siguientes estuvo en el número veinte. En su décima semana, el 28 de diciembre de 2009, la canción consiguió el puesto catorce, el 4 de enero de enero bajo una casilla y el 11 de enero logró su mayor posición en el número doce. Las semanas siguientes, la canción empezó a descender hasta salir del conteo, durando así veintitrés semanas en la lista. En la semana del 29 de marzo de 2010, la Promusicae certificó a «Lo hecho está hecho» con disco de oro, tras 20 000 copias vendidas en España. En México obtuvo la posición número tres en la lista Monitor Latino. «Lo hecho está hecho» también entró en varias listas de Billboard: en el número seis en Hot Latin Songs, la casilla número uno en Latin Pop Songs y la posición once en Tropical Songs.
«Did it Again», la versión en inglés, obtuvo un desempeño moderado internacionalmente. En Reino Unido, la canción debutó en la casilla número ciento treinta y cinco en la lista UK Singles Chart el 20 de noviembre de 2009, tras su presentación en The X Factor el 15 de noviembre de 2009. La semana siguiente, llegó a la posición veintiséis el 28 de noviembre, alcanzando así su mejor posición. En la semana del 5 de diciembre, bajo a la posición treinta y cuatro; la siguiente semana, llegó a la posición cuarenta y el 19 de diciembre, la canción subió al puesto treinta y ocho, marcando así su quinta y última semana en el top cuarenta en la lista. En otras regiones de Europa, «Did it Again» logró entrar en las listas de Alemania, en la casilla treinta y cuatro, Austria, también en el número treinta y cuatro, Irlanda, en la posición diecisiete, Italia, en la casilla veinticuatro, entre otras. En Estados Unidos, a pesar de no haber sido lanzada en ese territorio, «Did it Again» logró el puesto número uno en la lista Dance/Club Play Songs el 6 de febrero de 2010, tras nueve semanas en permanecer en el conteo.

## Vídeo musical

Los Ángeles, California, lugar donde se llevó a cabo la filmación del vídeo.

El vídeo musical para ambas versiones fue filmado el 17 y 18 de septiembre de 2009 en Los Ángeles, California, y fue dirigido por la directora inglesa Sophie Muller, quien previamente había dirigido el vídeo musical de «Hips Don't Lie». Posteriormente, Muller también dirigió el vídeo de «Give It Up to Me». La directora de la compañía de danza moderna de Islandia Katrin Hall, dirigió la coreografía. El bailarín Daniel "Cloud" Campos hizo el papel del «amante» de Shakira. Durante una entrevista con MTV, Shakira reveló que Muller y ella «buscaron inspiraciones en todo el mundo»; el vídeo tiene varias influencias de pinturas de Lawrence Alma-Tadema y culturas marroquíes. Ambas versiones se estrenaron mundialmente el 30 de octubre de 2009 en la página oficial de Shakira. El vídeo comienza en un sauna con Shakira rodeada de varias mujeres vestidas de blanco. Seguido a eso, aparecen varias escenas intercalas de un grupo de mujeres percusionistas tocando el Samgomu, bailarinas coreanas integrantes del Ko Korean Dance Group, Shakira cantando en el sauna y Shakira lanzando ropa a su pareja en la cama. El vídeo continúa con Shakira y Cloud luchando en el cuarto del hotel, y luego, cuando terminan acariciándose entre sí. Al final del vídeo, Shakira baila al ritmo del tambor, interpretado por las mujeres coreanas. Varios críticos lo calificaron como «muy sensual» en donde Shakira «muestra sus dotes para el baile». Un editor de Terra Colombia lo calificó como «erótico» y «terriblemente más perturbador que "Loba"», además indicó que en el vídeo se incitan las relaciones sexuales. Tanner Stransky de Entertainment Weekly comentó: «[Shakira] se lanza al colchón con un bailarín de aspecto sexy, demostrando que todavía tiene los movimientos latinos —o una agradable versión nocturna más nueva de eso—  que la hicieron tan famosa en su vídeo de "Whenever, Wherever" de 2001. ¡Demonios, es una sexy descarada!». Bill Lamb de la guía de About.com lo acreditó como «aventurero», asimismo lo describió como «la trayectoria de un romance jugado a través de la danza interpretativa en una cama». David Balls del sitio web Digital Spy comparó los movimientos de Shakira en el vídeo de «Loba» e igualmente dijo: «Llegado un cómplice masculino en topless para una secuencia sincronizado en la cama, las pruebas ágiles del cuerpo de la colombiana con una serie de abalanzas tipo animal, saltos y giros que hacen que [el bailarín] George Sampson parezca un saco de patatas». El vídeo oficial de la remezcla con Kid Cudi fue lanzado a mediados de diciembre de 2009 en la página oficial de Shakira. Días antes, el vídeo se filtró en internet; este contiene varias escenas del clip original combinadas con otras de Cudi cantando sus partes de la canción.

## Presentaciones
Pese a que el sencillo no fue lanzado en Estados Unidos, la cantante lo interpretó en ese país en varias ocasiones. Shakira se presentó en Jimmy Kimmel Live! el 15 de septiembre de 2009 e interpretó por primera vez la versión en inglés y «She Wolf»; días antes, su página oficial anunció un concurso que permitía a varios fanáticos entradas para ver la entrevista y la presentación en vivo. El 28 de septiembre, la página oficial de Shakira informó que la cantante realizó un pequeño concierto en promoción de Loba en el Walmart Soundcheck, que se trasmitió en vivo en la página oficial de Walmart. Las canciones que interpretó fueron: «Hips Don't Lie», «Gypsy», «She Wolf» y «Did It Again». La presentación de «Gypsy» fue incluida en la edición de lujo de Loba en Estados Unidos. Shakira cantó en vivo «Did It Again» y «Hips Don't Lie» durante el programa estadounidense Dancing with the Stars el 13 de octubre y el 17 de octubre junto a «She Wolf» en el late show estadounidense Saturday Night Live. La cantante también promovió la canción en distintos países de Europa. Shakira interpretó «Did It Again» durante la decimosexta entrega de los MTV Europe Music Awards el 5 de noviembre de 2009 en Berlín, Alemania. El vestuario utilizado para esta presentación fue donado al museo del Hard Rock Cafe de Los Ángeles en junio de 2013. En el Reino Unido, Shakira presentó la versión en inglés en The X Factor el 15 de noviembre de 2009. La presentación marco el debut de «Did It Again» en la lista oficial de ese país y comenzó a subir a la casilla veintiséis la semana siguiente. El 26 de noviembre del mismo año, Shakira interpretó «Did It Again» durante la gala de los Premios Bambi 2009 en Zúrich, Alemania. Durante la ceremonia, la cantante recibió el premio Pop Internacional. En una entrevista con RNE, Shakira cantó varios fragmentos de varias canciones, incluyendo «Loba», «Hips Don't Lie» y «Lo hecho está hecho». La versión en español, «Lo hecho está hecho», fue presentada durante la cuarta entrega de los Premios 40 Principales en 2009, en donde Shakira recibió los premios Mejor Artista Internacional en lengua española y Mejor Canción Internacional por «Loba».

## Formatos
| Descarga digital publicada mundialmente (versión en español) |                                          |          |  |
| N.º                                                          | Título                                   | Duración |  |
| 1.                                                           | «Lo hecho está hecho» (versión original) | 3:12     |  |

| Descarga digital publicada mundialmente (versión en inglés) |                                   |          |  |
| N.º                                                         | Título                            | Duración |  |
| 1.                                                          | «Did It Again» (versión original) | 3:12     |  |

| Disco compacto publicado en Alemania, Reino Unido y Suecia |                                                    |          |  |
| N.º                                                        | Título                                             | Duración |  |
| 1.                                                         | «Did It Again» (versión original)                  | 3:12     |  |
| 2.                                                         | «Did It Again» (con Kid Cudi; Benny Benassi Remix) | 5:55     |  |

| EP digital publicado en Latinoamérica |                                                    |          |  |
| N.º                                   | Título                                             | Duración |  |
| 1.                                    | «Did It Again» (versión original)                  | 3:12     |  |
| 2.                                    | «Did It Again» (con Kid Cudi; Benny Benassi Remix) | 5:55     |  |
| 3.                                    | «Lo hecho está hecho» (con Pitbull)                | 4:24     |  |
| 4.                                    | «Did It Again» (vídeo musical)                     | 3:29     |  |

| EP digital publicado en Europa |                                        |          |  |
| N.º                            | Título                                 | Duración |  |
| 1.                             | «Did It Again» (versión original)      | 3:12     |  |
| 2.                             | «Did It Again» (con Kid Cudi)          | 5:58     |  |
| 3.                             | «Did It Again» (Benny Benassi Remix)   |          |  |
| 4.                             | «Did It Again» (Superchumbo Remix)     | 7:41     |  |
| 5.                             | «Did It Again» (DJ Laz Extended Remix) | 4:02     |  |

| Maxisencillo y descarga digital (de «Give It Up to Me») publicados en Australia |                                               |          |  |
| N.º                                                                             | Título                                        | Duración |  |
| 1.                                                                              | «Give It Up to Me» (versión original; Lado A) | 3:12     |  |
| 2.                                                                              | «Did It Again» (Benny Benassi Remix; Lado B)  | 5:55     |  |
| 3.                                                                              | «Did It Again» (Superchumbo Remix)            | 7:39     |  |

## Listas
| País (Lista) (2009-10)                          | Mejor posición |
| ----------------------------------------------- | -------------- |
| Alemania (Media Control Charts)                 | 34             |
| Austria (Ö3 Austria Top 40)                     | 34             |
| Bélgica - Flanders (Ultratop 50)                | 3              |
| Bélgica - Valonia (Ultratop 40)                 | 6              |
| Bulgaria (Singles Top 40)                       | 39             |
| Eslovaquia (IFPI)                               | 18             |
| España (Top 50 Canciones)                       | 12             |
| Estados Unidos (Bubbling Under Hot 100 Singles) | 5              |
| Estados Unidos (Dance/Club Play Songs)          | 1              |
| Estados Unidos (Hot Latin Songs)                | 6              |
| Estados Unidos (Latin Pop Songs)                | 1              |
| Estados Unidos (Tropical Songs)                 | 11             |
| Europa (European Hot 100 Singles)               | 44             |
| Irlanda (Irish Singles Chart)                   | 17             |
| Italia (FIMI)                                   | 15             |
| México (Monitor Latino)                         | 3              |
| Reino Unido (UK Singles Chart)                  | 26             |
| República Checa (IFPI)                          | 27             |
| Suecia (Sverigetopplistan)                      | 36             |
| Suiza (Schweizer Hitparade)                     | 29             |

| País   | Certificaciones |
| ------ | --------------- |
| España | Oro             |

| País (Lista) (2010)                    | Posición |
| -------------------------------------- | -------- |
| Estados Unidos (Dance/Club Play Songs) | 45       |
| Estados Unidos (Latin Pop Songs)       | 12       |

## Sucesiones
| Predecesor: «Se me va la voz» de Alejandro Fernández         | Estados Unidos (Latin Pop Songs) Sencillo Nro 1 30 de enero de 2010 (1 semana)        | Sucesor: «Se me va la voz» de Alejandro Fernández |
| Predecesor: «Fresh Out the Oven» de Jennifer Lopez y Pitbull | Estados Unidos (Dance/Club Play Songs) Sencillo Nro 1 6 de febrero de 2010 (1 semana) | Sucesor: «Why Don't you Love Me» de Beyoncé       |

## Historial de lanzamientos
| País        | Fecha                   | Formato                               | Discográfica             |
| ----------- | ----------------------- | ------------------------------------- | ------------------------ |
| Alemania    | 9 de octubre de 2009    | Descarga digital (versión en inglés)  | Sony Music Entertainment |
| Austria     | 16 de octubre de 2009   | Descarga digital (versión en inglés)  | Sony Music Entertainment |
| Dinamarca   | 16 de octubre de 2009   | Descarga digital (versión en español) | Sony Music Entertainment |
| España      | 16 de octubre de 2009   | Descarga digital (versión en español) | Sony Music Entertainment |
| Noruega     | 16 de octubre de 2009   | Descarga digital (versión en español) | Sony Music Entertainment |
| Francia     | 16 de octubre de 2009   | Descarga digital (versión en inglés)  | Sony Music Entertainment |
| Reino Unido | 16 de octubre de 2009   | Descarga digital (versión en inglés)  | Sony Music Entertainment |
| Argentina   | 20 de octubre de 2009   | EP digital (primer lanzamiento)       | Sony Music Entertainment |
| Brasil      | 20 de octubre de 2009   | EP digital (primer lanzamiento)       | Sony Music Entertainment |
| Colombia    | 20 de octubre de 2009   | EP digital (primer lanzamiento)       | Sony Music Entertainment |
| México      | 20 de octubre de 2009   | EP digital (primer lanzamiento)       | Sony Music Entertainment |
| Venezuela   | 20 de octubre de 2009   | EP digital (primer lanzamiento)       | Sony Music Entertainment |
| Alemania    | 27 de noviembre de 2009 | Disco compacto                        | Epic Records             |
| Reino Unido | 27 de noviembre de 2009 | Disco compacto                        | Epic Records             |
| Suecia      | 27 de noviembre de 2009 | Disco compacto                        | Epic Records             |
| España      | 11 de diciembre de 2009 | EP digital (segundo lanzamiento)      | Sony Music Entertainment |
| Francia     | 11 de diciembre de 2009 | EP digital (segundo lanzamiento)      | Sony Music Entertainment |
| Reino Unido | 11 de diciembre de 2009 | EP digital (segundo lanzamiento)      | Sony Music Entertainment |
| Suecia      | 11 de diciembre de 2009 | EP digital (segundo lanzamiento)      | Sony Music Entertainment |

## Créditos y personal
- Arreglos y edición - Andrew Coleman
- Coros - Jon Secada, Shakira
- Compositores - Jorge Drexler, Shakira, Pharrell Williams
- Dirección artística - Christina Rodríguez, Shakira
- Ingeniero de grabación - Andrew Coleman, Gustavo Celis
- Masterización - Stephen Marcussen
- Mezcla - David Pensado
- Portada - Beau Grealy
- Producción - The Neptunes (Pharrell Williams y Chad Hugo), Shakira
- Producción ejecutiva - Antonio de la Rúa, Ceci Kurzman, Gabriella Díaz, Jaime Levine

Fuente: